# Гвоздівська сільська рада
| Гвоздівська сільська рада — орган місцевого самоврядування у Васильківському районі Київської області з адміністративним центром у с. Гвоздів. Сільській раді підпорядковані населені пункти: - с. Гвоздів |

## Склад ради
Рада складається з 14 депутатів та голови.

### Керівний склад ради
| ПІБ                       | Основні відомості                                                         | Дата обрання | Дата звільнення |
| ------------------------- | ------------------------------------------------------------------------- | ------------ | --------------- |
| Бойко Дмитро Вікторович   | Сільський голова, 1983 року народження, освіта                            | 26.03.2006   | 31.10.2010      |
| Вяхірєв Сергій Васильович | Сільський голова, 1952 року народження, освіта вища, член Партії регіонів | 31.10.2010   |                 |

Примітка: таблиця складена за даними джерела